# Aridarum minimum
Aridarum minimum är en kallaväxtart som beskrevs av Hiroshi Okada. Aridarum minimum ingår i släktet Aridarum och familjen kallaväxter. Inga underarter finns listade.